# Live Licks
Live Licks – ósmy album w USA, a siódmy album koncertowy w Wielkiej Brytanii grupy The Rolling Stones.

## Lista utworów

### Dysk pierwszy
1. "Brown Sugar" – 3:50
2. "Street Fighting Man" – 3:43
3. "Paint It, Black" – 3:45
4. "You Can't Always Get What You Want" – 6:46
5. "Start Me Up" – 4:02
6. "It’s Only Rock’n Roll" – 4:54
7. "Angie" – 3:29
8. "Honky Tonk Women" – 3:24
  - Gościnnie Sheryl Crow wspólny wokal
9. "Happy" – 3:38
10. "Gimme Shelter" – 6:50
11. "(I Can’t Get No) Satisfaction" – 4:55

### Dysk drugi
1. "Neighbours" – 3:41
2. "Monkey Man" – 3:41
3. "Rocks Off" – 3:42
4. "Can't You Hear Me Knocking" – 10:02
5. "That’s How Strong My Love Is" (Roosevelt Jamison) – 4:45
6. "The Nearness of You" (Hoagy Carmichael/Ned Washington) – 4:34
7. "Beast of Burden" – 4:09
8. "When the Whip Comes Down" – 4:28
9. "Rock Me Baby" (B.B. King/Joe Bihari) – 3:50
10. "You Don't Have to Mean It" – 4:35
11. "Worried About You" – 6:01
12. "Everybody Needs Somebody to Love" (Solomon Burke/Jerry Wexler/Bert Russell) – 6:35
13. "If You Can't Rock Me" (dodatkowy utwór na japońskim wydaniu)

## Listy przebojów
Album
| Rok       | Lista                             | Pozycja |
| --------- | --------------------------------- | ------- |
| 2004 2005 | UK Top 75 Albums UK Top 75 Albums | 38 72   |
| 2004      | The Billboard 200                 | 50      |

### Listy przebojów ze świata
| Kraj            | pozycja |
| --------------- | ------- |
| Argentyna       | #5      |
| Niemcy          | #9      |
| Grecja          | #9      |
| Austria         | #13     |
| Szwecja         | #16     |
| Holandia        | #19     |
| Japonia         | #19     |
| Szwajcaria      | #21     |
| Portugalia      | #27     |
| Belgia          | #31     |
| Włochy          | #34     |
| Wielka Brytania | #38     |
| Francja         | #38     |
| Norwegia        | #38     |
| Dania           | #42     |
| U.S.A           | #50     |
| Hiszpania       | #52     |
| Kanada          | #80     |